# Trần Anh Hùng
Trần Anh Hùng (ur. 23 grudnia 1962 w Đà Nẵng) – wietnamski reżyser i scenarzysta filmowy tworzący we Francji. 

## Życiorys
Wyemigrował do Francji w 1975 w wieku lat dwunastu, po upadku Sajgonu pod koniec wojny w Wietnamie.
Jego fabularny debiut Zapach zielonej papai (1993) zdobył Złotą Kamerę na 46. MFF w Cannes oraz nominację do Oscara dla najlepszego filmu nieanglojęzycznego jako pierwszy w historii tej kategorii film reprezentujący Wietnam. Rykszarz (1995) przyniósł reżyserowi Złotego Lwa na 52. MFF w Wenecji. 
Kolejne filmy – Schyłek lata (2000) i nakręcona w Japonii adaptacja powieści Harukiego Murakamiego Norwegian Wood (2010) – cieszyły się również uznaniem krytyki.
Zasiadał w jury konkursu głównego na 49. MFF w Cannes (1996). Przewodniczył jury Złotej Kamery na 51. MFF w Cannes (1998).

## Filmografia

### Reżyser
- 1993: Zapach zielonej papai (Mùi du du xanh)
- 1995: Rykszarz (Xích lô)
- 2000: Schyłek lata (Mùa hè chieu thang dung)
- 2009: Przychodzę z deszczem (I Come with the Rain)
- 2010: Norwegian Wood (Noruwei no mori)
- 2016: Wieczność (Éternité)
- 2023: Bulion i inne namiętności (La passion de Dodin Bouffant)